# Comando Naval de Operações Especiais da Marinha dos Estados Unidos
O Comando Naval de Operações Especiais dos Estados Unidos (NAVSPECWARCOM), também conhecido como NAVSOC ou NSWC, foi criado em 16 de Abril de 1987 na Base Naval Anfíbia de Coronado, em San Diego, Califórnia. Como um componente naval do Comando de Operações Especiais dos EUA, A NSWC fornece a visão, liderança, orientação doutrinária, recursos e supervisão para garantir os requisitos operacionais de comando de combate.